# Pisa Mover
Il Pisa Mover è un sistema ettometrico di tipo people mover a funicolare di Pisa, che collega la stazione ferroviaria di Pisa Centrale e l'aeroporto Galileo Galiei di Pisa-San Giusto. È attiva anche una fermata intermedia con un nuovo parcheggio scambiatore (via di Goletta-Navicelli).

## Storia
L'impianto è stato costruito dalla Pisamover S.p.A., Associazione temporanea di imprese formata dalle società Leitner (capogruppo), Condotte d'Acqua, Inso e Agudio.
I lavori sono iniziati il 3 giugno 2014: la conclusione sostanziale dei lavori, inizialmente annunciata per la fine del 2015, è avvenuta il 30 settembre 2016, 600 giorni dopo l'inizio. Meno di un mese dopo, un'indagine dei Carabinieri di Roma ha causato l'azzeramento dei vertici della società: il direttore dei lavori Giampiero De Michelis avrebbe taciuto su alcuni ritardi in cambio dell'assegnazione di alcuni lavori ad aziende a lui vicine. Nei mesi seguenti è stato comunque completato l'attrezzaggio e il Pisa Mover è stato inaugurato il 18 marzo 2017 alla presenza del ministro alle infrastrutture e trasporti Graziano Delrio, del vicepresidente del Parlamento europeo David Sassoli e del presidente della Regione Toscana Enrico Rossi, accompagnati dal sindaco di Pisa Marco Filippeschi e dai vertici delle aziende che hanno realizzato l'infrastruttura.
A novembre 2020, a seguito della diminuzione di passeggeri a causa della pandemia di COVID-19 del 2020 in Italia, è stata annunciata la sospensione del servizio del Pisa Mover per cinque mesi, da novembre 2020 ad aprile 2021, e il servizio è stato sostituito da autobus.
Ad aprile 2021 è stata richiesta una proroga per un'altra sospensione almeno fino al 30 giugno 2021. Il servizio rimase sempre attivo con autoservizi, fino alla sua riapertura nei mesi estivi dello stesso anno.

## Caratteristiche
|  |  | Continuation backward |

|  | Urban head station | Station on track |

|  | Urban straight track | Continuation forward |

| Unknown route-map component "uHSTPSL" |

| Unknown route-map component "uSKRZ-G4h" |

| Unknown route-map component "uhSKRZ-G1a" |

| Unknown route-map component "uhKBHFe" |

Il tracciato è lungo complessivamente 1,78 chilometri, ha tre fermate (più una predisposizione) e ricalca esattamente il percorso della precedente ferrovia Pisa Centrale-Pisa Aeroporto (costruita nel 1983 al costo di circa otto miliardi di lire dell'epoca stornati da fondi destinati all'aeroporto di Firenze, attualizzati per inflazione a circa 71 milioni di euro del 2017, e smantellata nel 2013), che, a differenza del nuovo impianto, consentiva collegamenti diretti con Firenze.
Il sistema a funi e i convogli del Pisa Mover sono costruiti da Leitner, che per la realizzazione dei carrelli dei vagoni ha collaborato con l'Università di Pisa.
L'impianto è costato 77,7 milioni di euro, di cui 21 milioni di euro coperti da finanziamento pubblico e i restanti 56,7 milioni di euro a carico dell'associazione di imprese che ha realizzato l'opera e che la gestirà per 35 anni e 8 mesi.

## Materiale rotabile
I due convogli di tipo MiniMetro, composti da tre vagoni e con una capienza di 95 o 107 posti ciascuna, impiegano cinque minuti per percorrere il tracciato (inclusa la fermata intermedia), con una velocità massima di 40 km/h.

## Controversie
Il Pisa Mover è stato al centro di vari interrogativi sulla sua effettiva utilità, dovuta soprattutto ai suoi alti costi di realizzazione, gestione e manutenzione dell'infrastruttura stessa, oltreché al fatto che già esisteva un collegamento ferroviario fra la stazione e l'aeroporto, collegato direttamente anche con altre città toscane (come Pontedera, Empoli o Firenze).
Con l'attivazione del people mover, infatti, i viaggiatori provenienti dalle stazioni della Ferrovia Leopolda (una delle più trafficate della Regione Toscana) sono costretti a effettuare un cambio obbligatorio alla stazione di Pisa Centrale, anziché proseguire sullo stesso treno, come invece accadeva fino alla soppressione del collegamento ferroviario.